# Trifluorometan
Trifluorometan (fluoroform) – związek chemiczny o wzorze CHF3. Jest jednym z trihalogenometanów (halogenoformów), czyli związków o wzorze CHE3, gdzie E jest symbolem halogenu. Fluoroform ma kilka niszowych zastosowań. Jest półproduktem w procesie produkcji politetrafluoroetylenu (teflonu, tarflenu). Jest wytwarzany w żywych organizmach w wyniku procesu dekarboksylacji kwasu triflourooctowego.

## Zastosowania przemysłowe
CHF3 jest używany jako czynnik chłodniczy, znany pod nazwami: R-23 oraz HFC-23.
Jest używany w przemyśle półprzewodników do plazmowego rytowania tlenku krzemu i azotku krzemu.
R-23 jest także używany w systemach tłumienia ognia zamiast Halonu 1301. Jako środek gaśniczy został oznaczony przez firmę DuPont nazwą FE-13. Używanie CHF3 do tego celu jest rekomendowane, z powodu jego niskiej toksyczności, małej reaktywności i dużej gęstości.
CHF3 jest potencjalnym gazem cieplarnianym. Szacuje się, że tona CHF3 daje podobny efekt jak 11700 ton dwutlenku węgla w atmosferze. Długość życia w atmosferze wynosi ok. 270 lat.

## Chemia
CHF3 został po raz pierwszy otrzymany przez Meslansa w gwałtownej reakcji jodoformu z suchym fluorkiem srebra w 1894 roku. Reakcja została powtórzona przez Ruffa, który zastąpił fluorek srebra mieszaniną fluorków rtęci i wapnia. Reakcja wymiany działa z jodoformem i bromoformem. Podstawienie atomów halogenów jest mniej  gwałtowne. Po zamianie procesu na dwuetapowy najpierw powstaje bromodifluorometan w reakcji bromoformu z fluorkiem antymonu, po czym wieńczy proces reakcją powstałego półproduktu z fluorkiem rtęci. Pierwsza efektywna metoda wytwarzania CHF3 została opisana przez Henne'go.
CHF3 jest bardzo słabym kwasem (pKa ≈ 25-28). W wyniku deprotonacji tworzy aniony CF3-.